# Zю кафе
Zю кафе — сеть кафе паназиатской кухни среднего ценового сегмента, работавшая в Москве в 2010—2017 годах.

## Описание
Концепцией создания кафе была азиатская кухня без фастфуда (о концепции Zю кафе рассказывалось на семинаре «Новые форматы fast food для России»).
Открытие кафе Zю ресторанный критик Дарья Цивина назвала началом азиатской экспансии на московском рынке ресторанных услуг.
Владелец проекта — Илья Лихтенфельд. Кафе Zю входит в холдинг «Ресторанный трест» Альберта Александряна, специализирующимся на создании маленьких ресторанов с индивидуальным подходом.
Первое кафе было открыто 10 октября 2010 года на Новом Арбате;
также фастфуд в торговом центре «Европейский»[когда?]. В августе 2011 года создатели Zю кафе открыли ещё одну точку — ресторан «Пицца Экспресс». В марте 2014 года Zu cafe открыли в терминале D аэропорта Шереметьево и в аэропорте Домодедово.
Крытая летняя веранда кафе сделана в виде китайской деревянной пагоды. В кафе работают повара из Азии, шеф-повар — Лим Бун Тай (Локк); повара для кафе были отобраны учредителями и завезены из Азии.
Проект закрыт в 2019 году.

## Мероприятия
С 1 по 31 августа 2011 года в кафе проходил фестиваль вьетнамской кухни.
В августе 2011 года в кафе прошёл фестиваль кухонь азиатских регионов.
Летом 2011 года Zю кафе участвовало в фестивале мировой еды, организованным журналом «Вокруг света».